# Finí
Finí (grec moderne : Φοινί) est un village chypriote situé dans le district de Limassol et comptant de plus de 391 habitants.